# Athlon XP
AMD Athlon XP («Атло́н экс-пи» в русской разговорной речи) — x86-совместимый процессор архитектуры K7, ставший результатом развития семейства процессоров AMD Athlon. Важным отличием Athlon XP от своих предшественников стала поддержка набора инструкций SSE, которая в комбинации с технологией 3DNow! получила название 3DNow! Professional. Также был доработан механизм работы с виртуальной памятью (TLB) и блок аппаратной предвыборки данных из оперативной памяти.
Модернизированная архитектура K7 получила маркетинговое название — «QuantiSpeed Architecture». Новое название было придумано с целью введения для Athlon XP системы PR-рейтингов, в соответствии с которой процессор получал числовое обозначение, соответствующее некой условной частоте процессора с ядром «Thunderbird», на которой могла быть получена аналогичная производительность. Такой подход позволял оценивать производительность не только пропорционально тактовой частоте процессора, а также учитывая количество инструкций, выполненное за один такт (IPC).
Помимо самого Athlon XP, к серии XP относятся процессоры Athlon XP-M (Athlon 4), предназначенные для ноутбуков, и Athlon MP, предназначенные для серверов. Кроме того, часть процессоров Duron, предназначенных для систем нижнего ценового уровня, представляет собой Athlon XP с частично отключённым кэшем второго уровня, а процессоры Geode NX, предназначенные для встраиваемых систем — Athlon XP с пониженным энергопотреблением.
Производство Athlon XP было начато в 2001 году. В конце 2003 года началось их постепенное вытеснение в нижнюю ценовую категорию процессорами архитектуры K8, а в 2004 году компанией AMD были представлены новые бюджетные процессоры Sempron, часть которых представляла собой переименованные Athlon XP.

## Общая информация

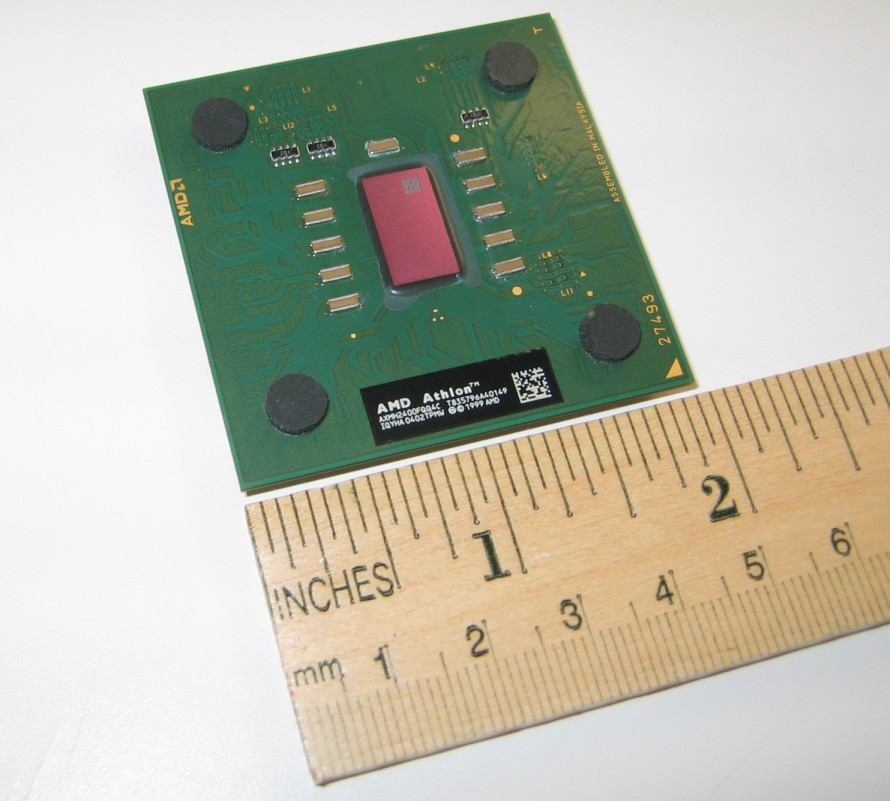
Athlon XP (Barton) в «безмостиковой» упаковке

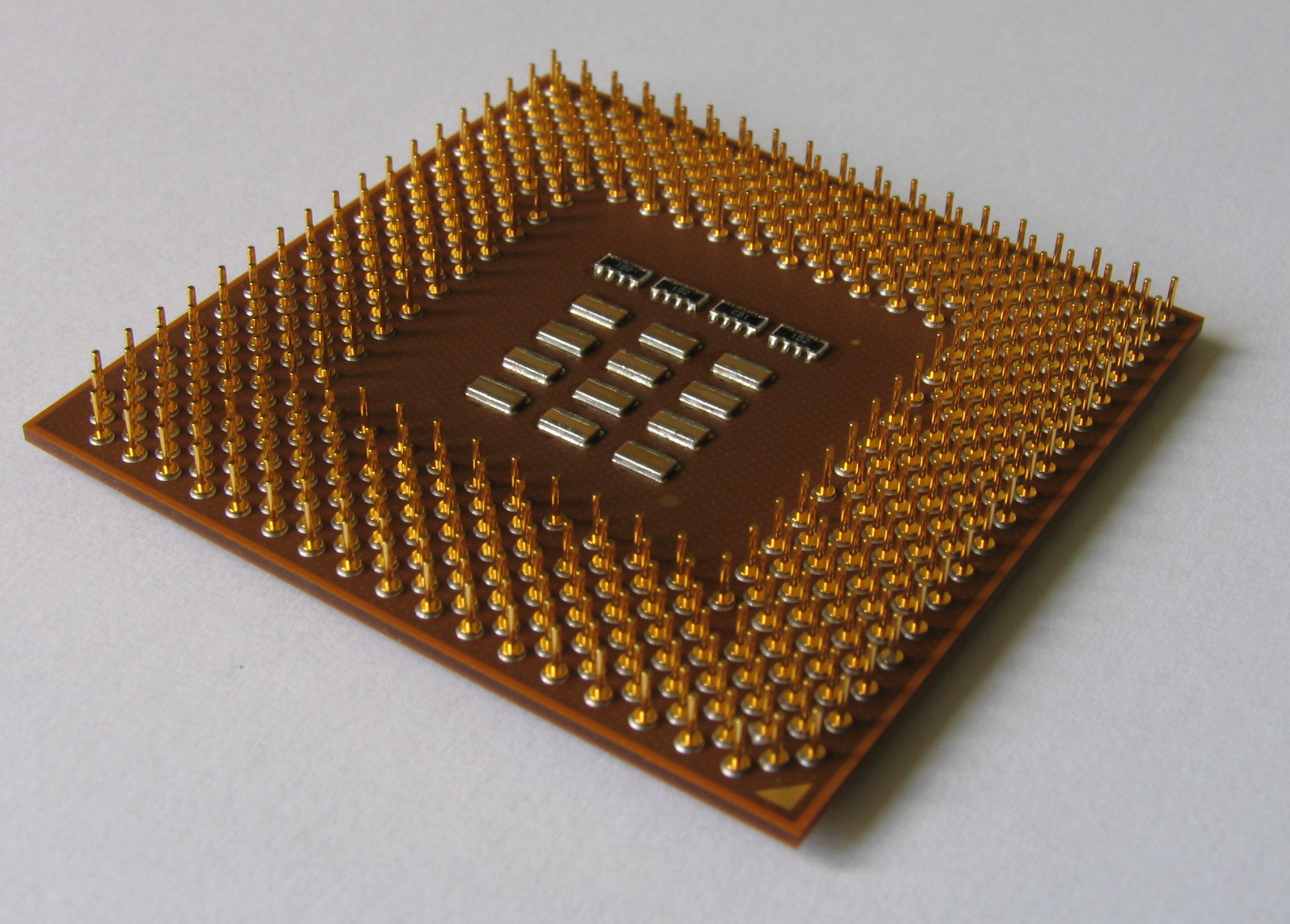
Athlon XP в корпусе с органической подложкой (вид со стороны контактов)

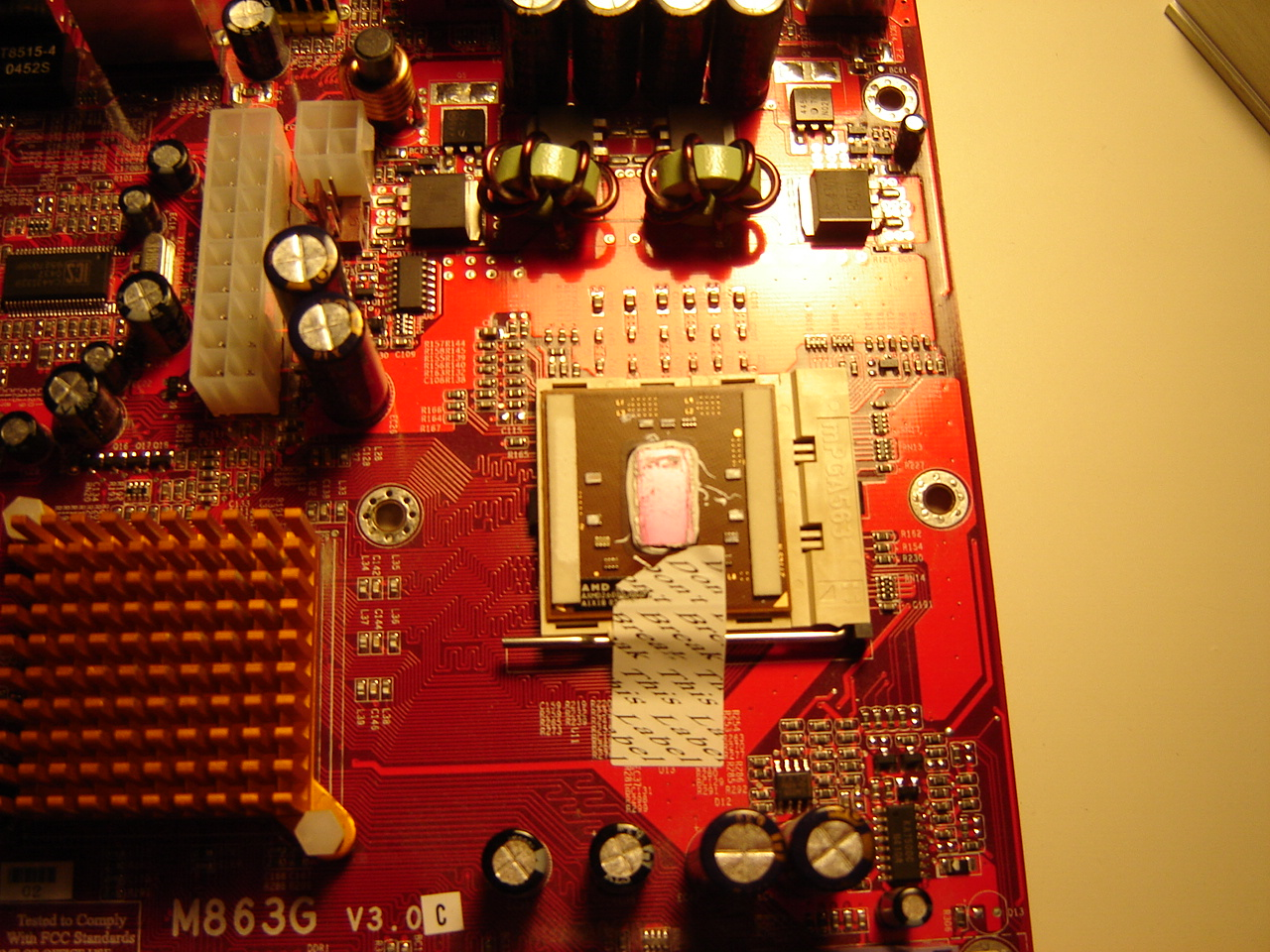
Athlon XP-M (Socket 563) и M863G

Процессоры семейства Athlon XP для настольных компьютеров («настольные») и серверов («серверные»), а также большая часть процессоров для ноутбуков («мобильные»), выполнены в корпусе типа FCPGA (размеры корпуса — 49,5 × 49,5 мм) и предназначены для установки в системные платы с 462-контактным гнездовым разъёмом Socket A (процессоры имеют 453 контакта, так как часть контактных отверстий разъёма закрыта).
Корпус процессоров Athlon 4 и ранних Athlon MP на ядре Palomino (модели 1000 и 1200 МГц) имеет подложку из керамического материала, а корпус остальных процессоров Athlon XP и MP — из органического материала (зелёного или коричневого цвета). Переход на новые материалы был связан с тем, что применение органического вещества для изготовления подложки корпуса позволяет повысить стабильность работы процессоров на более высоких тактовых частотах.
Открытый кристалл процессора расположен на лицевой стороне подложки корпуса и соединён с ней при помощи специального вещества (англ. underfill), позволяющего компенсировать разницу в скорости теплового расширения кристалла и подложки. На лицевой стороне подложки находятся также SMD-элементы (за исключением процессоров на ядре Palomino, начиная с модели 1500+) и перемычки (обычно называемые мостиками), задающие напряжение питания, частоту и размер включённой кеш-памяти второго уровня. Перемычки располагаются группами, которые имеют обозначения L1—L11 в процессорах на ядре Palomino и L1—L12 в процессорах на более новых ядрах (Thoroughbred, Barton, Thorton). С помощью графита или токопроводящего клея оверклокеры пользовались перемычками для управления параметрами процессора. В поздних процессорах Athlon XP использовалась также «безмостиковая» упаковка, в которой конфигурационные перемычки скрыты под слоем лака. На обратной стороне подложки корпуса расположены контакты, а в процессорах на ядре Palomino (начиная с модели 1500+) между контактами установлены SMD-элементы.
Часть мобильных процессоров на ядрах Thoroughbred и Barton выпускалась в 563-контактном корпусе типа mPGA (33 × 33 мм). Такие процессоры устанавливались в разъём Socket 563, несовместимый с разъёмом Socket A. Корпус типа mPGA также предусматривает подложку из органического материала и открытый кристалл, однако его габариты меньше по сравнению с корпусом типа FCPGA. Несмотря на то что процессоры в таком корпусе предназначены для мобильных компьютеров, существует системная плата с разъёмом Socket 563 для настольных компьютеров — PC Chips M863G.
Маркировка процессоров на ядре Palomino нанесена на кристалл процессора, а процессоров на более новых ядрах — на наклейку, расположенную возле кристалла. В связи с тем, что процессоры семейства Athlon XP имеют открытый кристалл, для предотвращения повреждений, вызванных перекосом радиатора, предусмотрена защита в форме четырёх круглых прокладок, расположенных в углах подложки корпуса. Однако, несмотря на наличие этих прокладок, при неаккуратной установке радиатора (особенно неопытными пользователями) кристалл получал трещины и сколы.
Влияние таких повреждений на работоспособность процессора зависело от места скола. В некоторых случаях процессор, получивший существенные повреждения кристалла (сколы до 2—3 мм с угла), продолжал работать без сбоев или с редкими сбоями, в то же время, процессор с незначительными сколами мог полностью выйти из строя. В том случае, если скол приходился на область кэша второго уровня, существовала возможность отключить повреждённый кэш, изменяя конфигурацию мостиков, отвечающих за его размер. Таким образом процессор Athlon XP приобретал работоспособность, однако фактически работал как процессор Duron (в случае ядра Thoroughbred), либо как процессор на ядре Thorton с меньшим рейтингом (в случае ядра Barton).

## Особенности архитектуры
Ключевыми особенностями процессоров архитектуры К7 являются:
- Блок целочисленных вычислений (ALU), содержащий три конвейера глубиной 10 стадий, позволяющий процессору выполнять до трёх инструкций за такт.
- Блок вещественночисленных вычислений (FPU), содержащий три конвейера глубиной 15 стадий.
- Системная шина EV6, лицензированная у компании DEC, обеспечивающая передачу данных по обоим фронтам тактового сигнала. Это позволило при физической частоте 100—200 МГц получить эффективную частоту 200—400 МГц, что соответствует пропускной способности 1,6—3,2 Гбайт/с. Кроме того, шина EV6 использует протокол точка-точка, что позволяет организовать эффективную многопроцессорную систему.
- Кеш-память первого уровня объёмом 128 кбайт (64 кбайт кеша инструкций и 64 кбайт кеша данных).
- Расширенный набор инструкций Extended 3DNow!, поддержка набора SSE поздними представителями архитектуры K7.

## Модели
Первыми процессорами семейства стали мобильные процессоры Athlon 4, анонсированные 14 мая 2001 года. 5 июня 2001 года были анонсированы процессоры Athlon MP, предназначенные для использования в многопроцессорных системах. Первый процессор Athlon XP для настольных компьютеров был представлен 9 октября 2001 года.
Впервые с 1996 года процессоры AMD получили рейтинговую систему обозначения моделей. Официально рейтинг процессора Athlon XP был приравнен к тактовой частоте процессора Athlon, имеющего равную или чуть меньшую производительность в наборе офисных, графических и мультимедийных программ, игр и игровых бенчмарков. Однако в действительности рейтинг показывал производительность процессоров Athlon XP относительно конкурирующего процессора Intel Pentium 4.
Первые процессоры Athlon XP на ядре Palomino производились по 180-нм технологии. Дальнейшим развитием линейки стали процессоры на ядре Thoroughbred (130 нм). Ядро Thoroughbred использовалось также в бюджетных процессорах Sempron. Последним ядром, использованным в процессорах Athlon XP, стало ядро Barton, отличавшееся от ядра Thoroughbred увеличенным размером кэш-памяти второго уровня. Также в процессорах Athlon XP использовалось ядро Thorton, представлявшее собой ядро Barton с частично отключённым кэшем второго уровня. По своим характеристикам процессоры на ядре Thorton практически не отличались от процессоров на ядре Thoroughbred, однако были дороже в производстве за счёт большей площади кристалла.
Ниже представлены даты анонса различных моделей процессоров Athlon XP, Athlon MP, Athlon 4 и Mobile Athlon XP (Athlon XP-M), а также их стоимость на момент анонса.
| Модель      | 1500+          | 1600+          | 1700+          | 1800+          | 1900+         | 2000+         | 2100+         | 2200+        | 2400+           | 2600+           | 2700+          | 2800+          | 2500+           | 3000+           | 3200+       |
| Анонсирован | 9 октября 2001 | 9 октября 2001 | 9 октября 2001 | 9 октября 2001 | 5 ноября 2001 | 7 января 2002 | 13 марта 2002 | 10 июня 2002 | 21 августа 2002 | 21 августа 2002 | 1 октября 2002 | 1 октября 2002 | 10 февраля 2003 | 10 февраля 2003 | 13 мая 2003 |
| Цена, долл. | 130            | 160            | 190            | 252            | 269           | 339           | 420           | 241          | 193             | 297             | 349            | 397            | 169             | 588             | 464         |

| Модель      | 1000        | 1200        | 1500+           | 1600+           | 1800+           | 1900+           | 2000+         | 2100+        | 2200+           | 2400+           | 2600+          | 2800+      |
| Анонсирован | 5 июня 2001 | 5 июня 2001 | 15 октября 2001 | 15 октября 2001 | 15 октября 2001 | 12 декабря 2001 | 13 марта 2002 | 19 июня 2002 | 27 августа 2002 | 10 декабря 2002 | 4 февраля 2003 | 6 мая 2003 |
| Цена, долл. | 215         | 265         | 180             | 210             | 302             | 319             | 415           | 262          | 224             | 228             | 273            | 275        |

| Тактовая частота, МГц | 850         | 900         | 950         | 1000        | 1100            | 1200           | 1300           | 1400          |
| Анонсирован           | 14 мая 2001 | 14 мая 2001 | 14 мая 2001 | 14 мая 2001 | 20 августа 2001 | 12 ноября 2001 | 28 января 2002 | 13 марта 2002 |
| Цена, долл.           | 240         | 270         | 350         | 425         | 425             | 525            | 525            | 380           |

| Модель      | 1400+          | 1500+          | 1600+          | 1700+          | 1800+        | 1900+            | 2000+            | 2100+       |
| Анонсирован | 17 апреля 2002 | 17 апреля 2002 | 17 апреля 2002 | 17 апреля 2002 | 15 июля 2002 | 24 сентября 2002 | 24 сентября 2002 | 17 мая 2004 |
| Цена, долл. | 190            | 250            | 380            | 489            | 335          | 239              | 345              | 97          |

### Athlon XP

#### Palomino (Model 6)

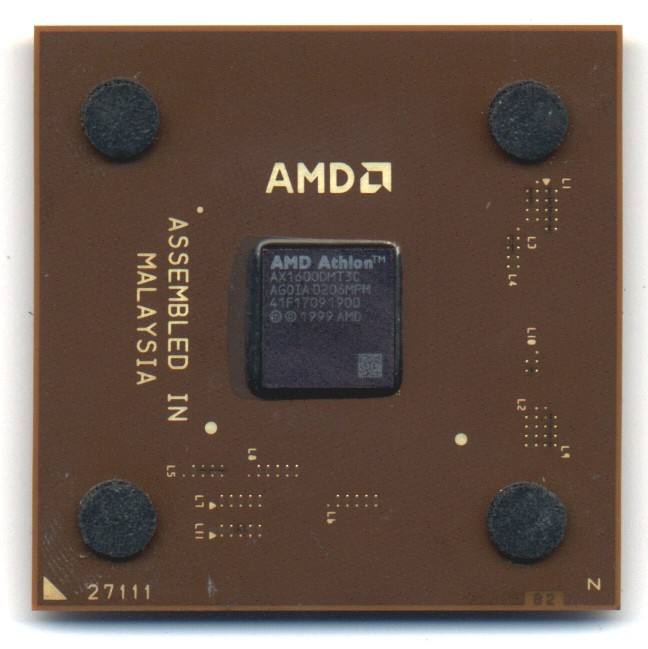
AMD Athlon XP 1600+

Процессоры Athlon XP на ядре Palomino были представлены компанией AMD в октябре 2001 года и представляли собой модернизированное ядро Thunderbird, использовавшееся в процессорах Athlon. Также как и процессоры Athlon, Athlon XP имели разделённый кэш первого уровня, объём которого составлял 128 Кбайт (по 64 Кбайт на данные и инструкции), и встроенный объединённый кэш второго уровня объёмом 256 Кбайт, по-прежнему имевший 64-битную шину.
Основными нововведениями, представленными в ядре Palomino, являлись блок инструкций SSE, а также механизм аппаратной предвыборки данных (hardware prefetch). Благодаря этим нововведениям производительность процессоров Athlon XP на ядре Palomino на 2—5 процентов превышала производительность процессоров Athlon на ядре Thunderbird при одинаковой тактовой частоте.
Кроме того, процессоры Athlon XP имели встроенный датчик температуры (термодиод), что позволяло при использовании системной платы, поддерживающей работу с этим датчиком, организовать более эффективную защиту от перегрева, чем при использовании внешнего термодатчика. Однако в связи с тем, что лишь немногие системные платы имели такую возможность, а в процессорах отсутствовал встроенный механизм аварийного отключения, эффективность термозащиты, как и у процессоров Athlon, оставалась низкой.
Процессоры Athlon XP на ядре Palomino выпускались по 180-нм технологии и содержали 37,5 млн транзисторов. Площадь кристалла при этом составляла 129 мм². Процессоры работали с эффективной частотой системной шины (FSB) 266 МГц. Напряжение ядра процессоров на ядре Palomino составляло 1,75 В, максимальное тепловыделение — 72 Вт (на частоте 1733 МГц, модель 2100+).

#### Thoroughbred (Model 8)

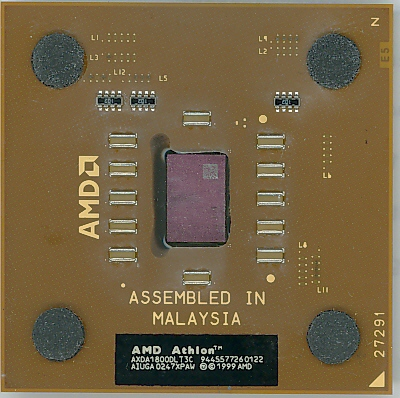
AMD Athlon XP 1800+ (A0)

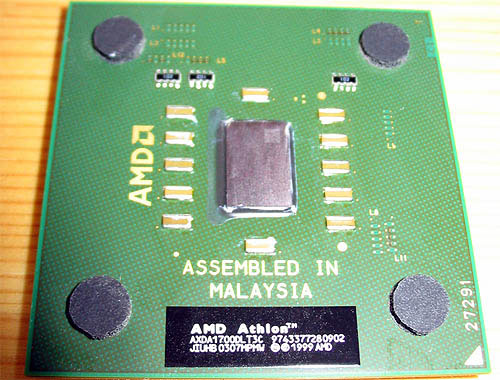
AMD Athlon XP 1700+ (B0)

Ядро Thoroughbred представляло собой ядро Palomino, произведённое по новой 130-нм технологии. Архитектура ядра при этом осталась неизменной. Планировалось, что процессоры на ядре Thoroughbred будут представлены в начале 2002 года, но из-за технологических проблем анонс неоднократно переносился на более поздний срок. Официально процессоры Athlon XP на ядре Thoroughbred были представлены 10 июня 2002 года, однако компания AMD не могла обеспечить их массовые поставки в течение нескольких месяцев после анонса.
Максимальная тактовая частота, которую смогли достичь процессоры на ядре Thoroughbred первой версии, составляла 1800 МГц (для сравнения, старшая модель Athlon XP на ядре Palomino работала на частоте 1733 МГц), поэтому осенью 2002 года компания AMD выпустила обновлённую версию ядра Thoroughbred (ревизия B0). Старшая модель Athlon XP на ядре Thoroughbred ревизии B0 работала на частоте 2200 МГц (данная модель была предназначена только для рынка OEM и не поступила в широкую продажу). Среди пользователей процессоры с ядром первой ревизии (A0) обычно называли Thoroughbred-A, а процессоры с ядром ревизии B0 — Thoroughbred-B.
Благодаря высокому частотному потенциалу и низкой цене, младшие процессоры на ядре Thoroughbred-B пользовались популярностью среди оверклокеров. Кроме того, ранние процессоры на этом ядре имели свободный множитель, что значительно упрощало их разгон.
Первую и вторую ревизии различали по CPU Id процессора (процессоры на ядре Thoroughbred-A имели CPU Id 0x680h, а на ядре Thoroughbred-B — 0x681h), а также по его маркировке (пятая буква во второй строке маркировки указывала на ревизию ядра, например, AIUGA0247UPMW и JIUHB0251XPMW).
Процессоры Athlon XP на ядре Thoroughbred выпускались по 130-нм технологии и содержали 37,2 млн транзисторов. Площадь кристалла процессоров ревизии A0 при этом составляла 80,89 мм², а ревизии B0 — 84,66 мм². Процессоры работали с частотой системной шины 266 или 333 МГц, напряжение ядра составляло 1,5—1,65 В в зависимости от модели, максимальное тепловыделение — 68,3 Вт (на частоте 2167 МГц, модель 2700+).
В конце 2002 года появилась информация о выпуске компанией AMD третьей ревизии ядра Thoroughbred — C0 (CPU Id 0x682h), которая должна была производиться с использованием технологии SOI, иметь бо́льшую площадь ядра (86,97 мм²) и работать на более высокой частоте, однако в официальной документации компании AMD упоминания об этой ревизии отсутствуют.
Помимо процессоров Athlon XP, ядро Thoroughbred использовалось в младших моделях процессоров Sempron, в процессорах Duron и во встраиваемом процессоре Geode NX. Ядро, использовавшееся в процессорах Duron, имело собственное название «Applebred» и представляло собой Thoroughbred с частично отключённым кэшем второго уровня.
Процессоры Geode NX по-прежнему выпускаются компанией AMD и работают на частотах 667—1400 МГц, имеют напряжение ядра 1—1,25 В и типичное тепловыделение 8—14,3 Вт (максимальное — 25 Вт на частоте 1400 МГц).

#### Barton (Model 10)

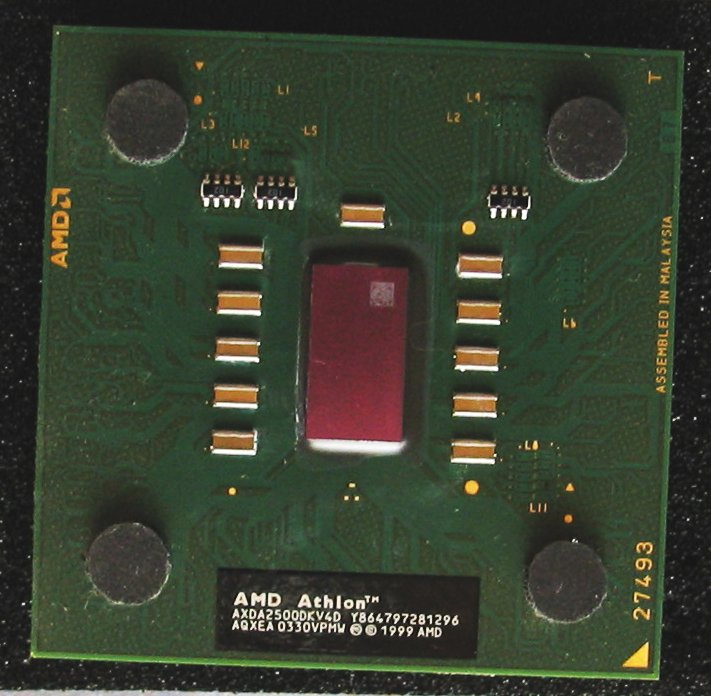
AMD Athlon XP 2500+

Barton — последнее ядро, использовавшееся в процессорах Athlon XP. Оно было представлено в феврале 2003 года и представляло собой ядро Thoroughbred с увеличенной до 512 Кбайт кэш-памятью второго уровня. Процессоры на ядре Barton содержали 51,3 млн транзисторов, производились по 130-нм технологии и имели площадь кристалла 100,99 мм². Напряжение ядра составляло 1,65 В, максимальное тепловыделение — 79,2 Вт (на частоте 2333 МГц). Планировалось, что процессоры на ядре Barton будут производиться с применением технологии SOI (кремний на изоляторе), позволяющей увеличить тактовые частоты и снизить тепловыделение процессоров, однако осенью 2002 года было объявлено, что технология SOI не будет применяться при производстве процессоров Athlon XP.
Процессоры Athlon XP на ядре Barton работали с частотой системной шины 333 и 400 МГц, однако существовали модели, не предназначенные для розничной продажи (модели для рынка OEM, поставляемые компаниям-сборщикам готовых систем), имеющие частоту системной шины 266 МГц. Максимальная тактовая частота ядра массовых процессоров составляла 2200 МГц (модель 3200+), однако, существовал процессор с частотой 2333 МГц (частота системной шины — 333 МГц, рейтинг — 3200+), выпущенный специально для компании Hewlett-Packard, использовавшей его в персональном компьютере бизнес-серии «d325». Специально для компании SystemMax была выпущена модель 2900+, имевшая тактовую частоту 2000 МГц.
Помимо процессоров Athlon XP, ядро Barton использовалось также в некоторых процессорах AMD Sempron. Ядро Barton с частично отключённым кэшем второго уровня имело собственное название — Thorton, однако физически от «полноценного» Barton не отличалось.

#### Thorton (Model 10)
Процессоры Athlon XP на ядре Thorton появились на рынке осенью 2003 года. Они представляли собой процессоры на ядре Barton с частично отключённым кэшем второго уровня (256 Кбайт). В том случае, если отключённая часть кэш-памяти была работоспособной, а упаковка процессора позволяла манипуляции с конфигурационными мостиками, существовала возможность включения всех 512 Кбайт кэша второго уровня. Таким образом процессор на ядре Thorton превращался в процессор на ядре Barton.
Старшие модели Athlon XP на ядре Thorton (2400+, 2600+ и 3100+), как и процессоры на ядре Barton, имели напряжение ядра 1,65 В, младшие (2000+ и 2200+) — пониженное до 1,5 или 1,6 В в зависимости от партии. Все Athlon XP на ядре Thorton работали с частотой системной шины 266 МГц, за исключением модели 3000+ (400 МГц) и некоторых 2600+ (333 МГц). Максимальное тепловыделение было снижено по сравнению с процессорами на ядре Barton и составляло 60,3—68,3 Вт в зависимости от модели.
Помимо процессоров Athlon XP, ядро Thorton некоторое время использовалось в бюджетных процессорах Sempron, однако из-за большей площади кристалла и более высокой себестоимости процессоров на этом ядре по сравнению с ядром Thoroughbred, имевшем аналогичные характеристики, AMD отказалась от использования ядра Thorton в пользу ядра Thoroughbred ревизии «B0».

### Athlon MP
Процессоры Athlon MP (аббревиатура «MP» в названии процессора расшифровывается как MultiProcessor) предназначались для работы в двухпроцессорных системах и представляли собой процессоры Athlon XP с включённой поддержкой двухпроцессорной конфигурации (в частности, протокола MOESI, позволяющего двум процессорам организовать обмен данными через кэш-память второго уровня, а не через системную память). В основе этих процессоров лежали ядра Palomino, Thoroughbred и Barton.
Все процессоры Athlon MP работали с частотой системной шины 266 МГц, напряжение ядра составляло 1,75 В для процессоров на ядре Palomino, 1,6—1,65 В для процессоров на ядре Thoroughbred и 1,6 В для процессоров на ядре Barton. Максимальное тепловыделение составляло 46,1—66 Вт для процессоров на ядре Palomino и 60 Вт для процессоров на ядрах Thoroughbred и Barton.
На основе ядра Palomino выпускались модели Athlon MP 1000 МГц, 1200 МГц, 1500+ (1333 МГц), 1600+ (1400 МГц), 1800+ (1533 МГц), 1900+ (1600 МГц), 2000+ (1667 МГц) и 2100+ (1733 МГц). Ядро Thoroughbred лежало в основе моделей Athlon MP 2000+ (1667 МГц), 2200+ (1800 МГц), 2400+ (2000 МГц) и 2600+ (2133 МГц). Модели 2600+ (2000 МГц) и 2800+ (2133 МГц), имевшие 512 Кбайт кэш-памяти второго уровня, выпускались на базе ядра Barton.
Производительность процессоров Athlon MP практически не отличалась от производительности Athlon XP с аналогичными характеристиками. Кроме того, многие процессоры Athlon XP (исключение составляли процессоры в «безмостиковой» упаковке) могли получить поддержку многопроцессорности путём изменения состояния конфигурационных мостиков. С учётом более высокой цены Athlon MP, использование Athlon XP в двухпроцессорной конфигурации было более выгодным для рядовых пользователей (однако, на переделанные таким образом процессоры не распространялись гарантийные обязательства компании AMD, что во многих случаях делало этот вариант неприемлемым).

### Mobile Athlon 4
Мобильный Athlon 4 стал первым выпущенным компанией AMD процессором с архитектурой QuantiSpeed. В его основе лежало ядро Corvette, аналогичное ядру Palomino, позже использовавшемуся в настольных процессорах Athlon XP. Основными отличиями процессоров Athlon 4 от Athlon XP было использование керамического корпуса, пониженное до 1,2—1,6 В напряжение питания, более низкое тепловыделение (25 Вт у стандартных процессоров и 35 Вт у процессоров для ноутбуков класса DTR), а также поддержка энергосберегающей технологии PowerNow!. Все процессоры Athlon 4 работали с частотой системной шины 200 МГц.

### Mobile Athlon XP (Athlon XP-M)
Процессоры Athlon XP-M (первые модели на ядре Thoroughbred назывались Mobile Athlon XP) представляли собой процессоры на ядрах Thoroughbred и Barton, имеющие пониженное напряжение питания и тепловыделение, энергосберегающую технологию AMD PowerNow! и свободный множитель, необходимый для её работы. Максимально допустимая температура корпуса была повышена по сравнению с процессорами для настольных компьютеров и составляла 100 °C (у Athlon XP — 90 °C), что было связано с условиями работы в ноутбуке (небольшое воздушное пространство и размеры радиатора, более слабый воздушный поток). Мобильные процессоры Athlon XP работали с частотой системной шины 200 или 266 МГц в зависимости от модели.
Существовало несколько модификаций мобильных процессоров Athlon XP в зависимости от максимального тепловыделения (TDP):
- Mobile Athlon XP Balanced. Предназначались для использования в лёгких ноутбуках и отличались пониженным энергопотреблением. Максимальное тепловыделение — 25 Вт, напряжение ядра — от 1,25 до 1,3 В в зависимости от модели.
- Mobile Athlon XP Standard. Предназначались для использования в ноутбуках различных классов. Максимальное тепловыделение — 35 Вт, напряжение ядра — от 1,4 до 1,45 В в зависимости от модели.
- Athlon XP-M Low Voltage. Предназначались для использования в лёгких ноутбуках, имели напряжение ядра от 1,1 до 1,35 В зависимости от модели, максимальное тепловыделение составляло 35 Вт.
- Athlon XP-M Mainstream. Предназначались для использования в ноутбуках различных классов. Процессоры на ядре Thoroughbred имели TDP 45 Вт и напряжение ядра 1,4—1,55 В в зависимости от модели. Процессоры на ядре Barton имели TDP 45 Вт и напряжение ядра 1,45 В. Кроме того, существовали модели с TDP 53 Вт и напряжением ядра 1,55 В.
- Athlon XP-M DTR. Предназначались для использования в ноутбуках класса DTR. TDP таких процессоров — 72 Вт. Напряжение ядра составляло 1,6—1,65 В в зависимости от модели.

Последние модели процессоров Athlon XP-M имели архитектуру K8 (ядро Dublin). Впоследствии эти процессоры были переименованы в Mobile Sempron.

## Положение на рынке
Athlon XP являлся флагманским процессором компании AMD для настольных компьютеров с момента выхода в октябре 2001 года и до появления на рынке процессора Athlon 64 в сентябре 2003 года. В момент своего выхода процессоры Athlon XP занимали верхнюю ценовую нишу, затем постепенно расширяли своё присутствие на рынке, вытесняя с него бюджетные процессоры семейства Duron. После выхода процессоров Athlon 64 младшие модели Athlon XP заняли нижнюю ценовую нишу, а старшие — среднюю. В июле 2004 года на смену процессорам Athlon XP и Duron пришло новое семейство бюджетных процессоров — Sempron. При этом младшие модели Sempron представляли собой процессоры Athlon XP на ядрах Thoroughbred, Barton и Thorton с изменёнными рейтингами производительности: рейтинги процессоров Sempron соответствовали частотам конкурирующих с ними процессоров Intel Celeron (так, например, характеристики процессора Athlon XP 3200+ соответствовали характеристикам Sempron 3300+).

### Рыночные позиции компании AMD (2001—2003 годы)
Благодаря модернизации процессоров семейства Duron и выходу первых процессоров Athlon XP, не уступавших конкурирующим процессорам компании Intel, а зачастую их опережавших, в 2001 году компании AMD удалось увеличить свою долю на рынке процессоров архитектуры x86 с 18 % до 22 %, а объём продаж процессоров — с 2,34 до 2,42 млрд долларов.
В 2002 году компания AMD столкнулась с рядом трудностей. Технологические проблемы, не позволявшие массово выпускать процессоры Athlon XP на новом ядре (Thoroughbred) до середины 2002 года (выход этих процессоров был запланирован на начало 2002 года), а также несколько более высокая производительность конкурирующих процессоров, привели к значительному сокращению доли рынка компании AMD и снижению объёма продаж процессоров. В середине 2002 года присутствие компании на рынке процессоров сократилось до 18 %, а к концу 2002 года доля AMD составляла уже около 14 %. Объём продаж процессоров за год сократился более чем на 30 % (до 1,75 млрд долларов).
Снижение объёма продаж процессоров в 2002 году, помимо технологических проблем, было вызвано также и тем, что для успешной конкуренции с процессорами Intel Pentium 4, компания AMD была вынуждена продавать процессоры Athlon XP по более низким ценам, чем равные по производительности процессоры основного конкурента. Поэтому, несмотря на популярность процессоров Athlon XP среди пользователей (в частности, среди оверклокеров), компания AMD несла значительные убытки.
К концу 2002 года компании AMD удалось наладить выпуск процессоров на ядре Thoroughbred, а в феврале 2003 года были анонсированы процессоры на ядре Barton. Объём продаж процессоров в 2003 году увеличился до 1,96 млрд долларов, а доля компании на рынке к осени 2003 года, когда были анонсированы первые процессоры архитектуры K8, составила около 16 %.

## Сравнение с конкурентами
Параллельно с Athlon XP существовали следующие x86-процессоры:
- AMD Duron (Morgan и Applebred). Предназначался для рынка недорогих настольных компьютеров. Уступал процессорам Athlon XP за счёт меньшего объёма кэша второго уровня и за счёт менее быстрой системной шины.
- AMD Athlon 64 (ClawHammer, SledgeHammer и NewCastle). Пришёл на смену Athlon XP в качестве процессора для высокопроизводительных систем. Опережал Athlon XP за счёт более прогрессивной архитектуры, поддержки SSE2 и встроенного контроллера памяти.
- Intel Pentium III (Tualatin). Конкурировал с процессорами Athlon и Athlon MP (на рынке двухпроцессорных систем). Опережал конкурентов при работе в оптимизированных приложениях (например, в Adobe Photoshop), а также в приложениях трёхмерного моделирования за счёт более удачной реализации AGP в чипсетах Intel, уступая им в задачах, требующих высокой пропускной способности памяти (ПСП), и вычислениях с плавающей запятой.[29]
- Intel Pentium 4 (Northwood). Серьёзно уступал Athlon XP на равных частотах, однако за счёт архитектуры NetBurst имел значительно более высокий частотный потенциал. В связи с этим компания AMD была вынуждена ввести рейтинговую систему обозначения моделей для процессоров Athlon XP (более высокая тактовая частота Pentium 4 давала ему серьёзное преимущество с точки зрения маркетинга: потребители «покупают мегагерцы»). Pentium 4 опережали «равнорейтинговые» Athlon XP в приложениях, оптимизированных под архитектуру NetBurst, требовавших наличие поддержки инструкций SSE2 или высокой ПСП, однако значительно уступали в вычислениях с плавающей запятой и неоптимизированных приложениях. За счёт поддержки технологии HyperThreading, старшие Pentium 4 опережали Athlon XP в приложениях, поддерживающих многопроцессорность.
- Intel Pentium 4 (Prescott). Появился на рынке после выхода Athlon 64, был нацелен на рынок высокопроизводительных систем и поэтому с процессорами Athlon XP напрямую не конкурировал. Производительность старших моделей процессоров Pentium 4 на ядре Prescott была значительно выше, чем производительность Athlon XP, за счёт увеличения максимальной тактовой частоты по сравнению с процессорами Pentium 4 на ядре Northwood.
- Intel Pentium M и Celeron M. Являлись дальнейшим развитием процессоров Pentium III. Предназначались для мобильных компьютеров, обладали низким энергопотреблением и тепловыделением. Pentium M опережал мобильные процессоры Athlon XP в большинстве задач.[30] При использовании в настольных компьютерах (с помощью специального переходника) Pentium M также опережал и настольные процессоры Athlon XP.[31] Процессор Celeron M имел близкую к Pentium M производительность, незначительно отставая от него.
- Intel Celeron (Tualatin-256, Willamette-128 и Northwood-128). Предназначался для рынка недорогих настольных компьютеров. Конкурировал с процессорами AMD Duron. Уступал процессорам Athlon XP в подавляющем большинстве задач.
- Intel Celeron D (Prescott-256). Конкурировал в основном с процессорами AMD Sempron. В целом приблизительно соответствовал «равнорейтинговому» Sempron и уступал Athlon XP. Был быстрее конкурентов в кодировании видео и архивировании, уступал им в играх.[20]
- VIA C3 (Nehemiah) и VIA Eden. Предназначались для компьютеров с низким энергопотреблением и ноутбуков (C3 и Eden-N) и для интегрирования в системные платы (Eden), имели низкую производительность и уступали конкурирующим процессорам.
- Transmeta Efficeon. Предназначался для ноутбуков, имел низкое энергопотребление и тепловыделение. Уступал в большинстве задач мобильным процессорам AMD и Intel, опережая мобильные процессоры VIA.[32]

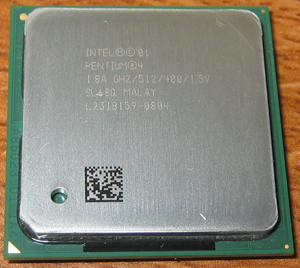
Основной конкурент Athlon XP — Intel Pentium 4 на ядре Northwood

Благодаря более низкой по сравнению с конкурентами цене и достаточно высокой производительности, процессоры Athlon XP пользовались популярностью среди опытных пользователей, многие из которых приобретали недорогие младшие модели с целью эксплуатации в нештатных режимах, так как это позволяло достичь производительность старшей модели по значительно меньшей цене. Так, например, производительность популярного среди оверклокеров процессора Athlon XP 2500+ при повышении частоты системной шины с 333 до 400 МГц оказывалась равной производительности процессора Athlon XP 3200+ при значительно более низкой стоимости.
Высокая производительность процессоров Athlon XP в задачах, использующих вычисления с плавающей запятой, позволяла эффективно использовать их не только в персональных компьютерах, ноутбуках и серверах, но и в суперкомпьютерах. Так, например, кластер Presto III, построенный в Токийском институте технологий (GSIC Center, Tokyo Institute of Technology) в 2000 году, изначально содержал 78 процессоров Athlon. Позже он был модернизирован и с 480 процессорами Athlon MP, работавшими на 1600 МГц, занял 47 место в списке TOP500 за июнь 2002 года.
Однако, несмотря на свои достоинства, Athlon XP не был популярен среди большинства пользователей, особенно на корпоративном рынке, по ряду причин, в частности, из-за агрессивной рекламной и маркетинговой политики компании Intel в сочетании с неудачной маркетинговой политикой компании AMD, которая из-за высокой тактовой частоты процессоров конкурента была вынуждена ввести рейтинг производительности процессоров Athlon XP, часто вводивший неопытных пользователей в заблуждение, а из-за финансовых проблем не могла эффективно рекламировать свои процессоры.

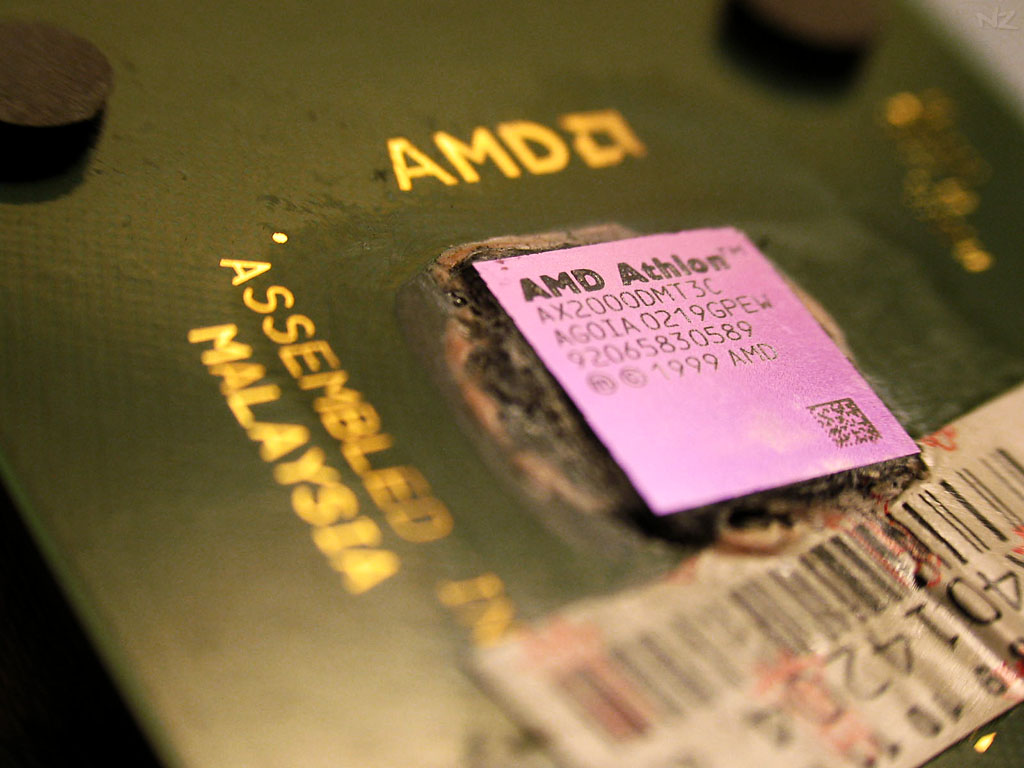
Сгоревший Athlon XP (Palomino)

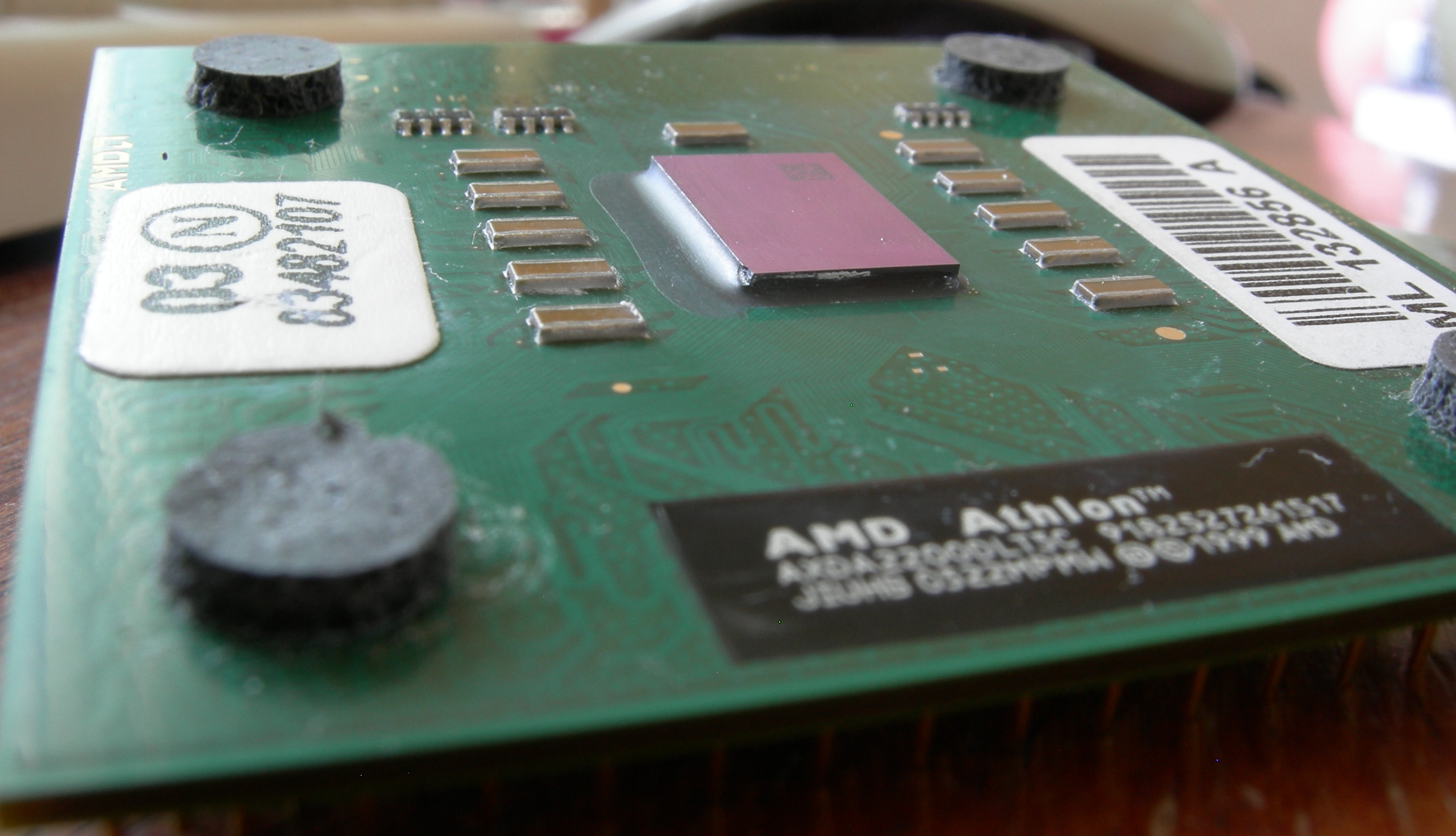
Скол кристалла на Athlon XP (Thoroughbred)

Процессоры Athlon XP, в отличие от процессоров Athlon, имели встроенные средства измерения температуры ядра. Однако термозащита процессоров (отключение питания при перегреве) осуществлялась средствами материнской платы. Некоторые производители материнских плат, особенно в первое время после начала выпуска процессоров Athlon XP, нарушали рекомендации AMD по термозащите, что делало защиту неэффективной при включении без радиатора или разрушении его крепления. В некоторых случаях измерение температуры материнской платой осуществлялось не с помощью встроенного термодиода процессора, а с помощью термодатчика, расположенного под процессором («подсокетный датчик»), и отличалось низкой точностью. В ряде случаев датчик не контактировал с корпусом процессора, а измерял температуру воздуха возле процессора. Тем не менее эффективность термозащиты в процессорах Athlon XP была достаточной для защиты процессора в обычных условиях эксплуатации, защищая от таких ситуаций, как остановка кулера. В то же время установка процессора требовала некоторой квалификации: при неправильной установке кулера были возможны механические и тепловые повреждения (например, в том случае, если перекос радиатора не привёл к выходу процессора из строя вследствие скола, отсутствие контакта между кристаллом процессора и радиатором может привести к тепловым повреждениям процессора). Распространённое среди неопытных пользователей мнение о ненадёжности процессоров Athlon XP было связано со случаями неправильной установки процессора, с агрессивными действиями (так, например, в известном видеоролике Томаса Пабста была представлена малореальная ситуация полного отказа системы охлаждения), а также недостатком доступных в продаже эффективных и удобных в установке кулеров в первое время после выхода процессоров K7. С появлением эффективных кулеров проблема охлаждения процессоров K7 перестала существовать.
Несмотря на то что ситуация с полным отказом системы охлаждения (например, в случае разрушения крепления радиатора), смоделированная в экспериментах, маловероятна, а в случае возникновения приводит к более серьёзным последствиям (например, к разрушению плат расширения или системной платы в результате падения на них радиатора) вне зависимости от модели процессора, результаты эксперимента Томаса Пабста отрицательно повлияли на популярность процессоров AMD, а мнение о их ненадёжности получило широкое распространение. Даже после выхода процессоров Athlon 64, имеющих более эффективную систему защиты от перегрева, а также теплораспределительную крышку, защищающую кристалл от сколов, многие пользователи по-прежнему использовали в качестве аргумента в пользу процессоров Pentium 4 ненадёжность процессоров компании AMD.
Тепловыделение Athlon XP (72—79 Вт) значительно превышало тепловыделение процессоров Pentium III (33 Вт), поэтому многие пользователи ошибочно считали, что процессоры Pentium 4 также выделяют меньше тепла, чем процессоры Athlon XP. Однако в действительности тепловыделение Athlon XP было несколько ниже, чем у Pentium 4 (75—89 Вт). Кроме того, задействование режима «Bus Disconnect» позволяло значительно снизить температуру процессора в моменты простоя или неполной загрузки за счёт отключения буферов системной шины. Для включения данного режима требовалась либо поддержка его системной платой, либо специальное программное обеспечение.

## Технические характеристики
| [ 44 ]                                                   | Palomino                                                                           | Corvette                                                                           | Thoroughbred                                                                       | Thoroughbred                                                                       | Barton                                                                             | Barton                                                                             | Thorton                                                                            |
| -------------------------------------------------------- | ---------------------------------------------------------------------------------- | ---------------------------------------------------------------------------------- | ---------------------------------------------------------------------------------- | ---------------------------------------------------------------------------------- | ---------------------------------------------------------------------------------- | ---------------------------------------------------------------------------------- | ---------------------------------------------------------------------------------- |
| [ 44 ]                                                   | Настольный                                                                         | Мобильный                                                                          | Настольный                                                                         | Мобильный                                                                          | Настольный                                                                         | Мобильный                                                                          | Настольный                                                                         |
| Тактовая частота                                         |                                                                                    |                                                                                    |                                                                                    |                                                                                    |                                                                                    |                                                                                    |                                                                                    |
| Частота ядра, МГц                                        | 1333—1733                                                                          | 850—1400                                                                           | 1400—2200                                                                          | 1200—2133                                                                          | 1833—2333                                                                          | 1667—2200                                                                          | 1667—2200                                                                          |
| Частота FSB, МГц                                         | 266                                                                                | 200                                                                                | 266—333                                                                            | 200—266                                                                            | 266—400                                                                            | 266                                                                                | 266—400                                                                            |
|                                                          |                                                                                    |                                                                                    |                                                                                    |                                                                                    |                                                                                    |                                                                                    |                                                                                    |
| Характеристики ядра                                      |                                                                                    |                                                                                    |                                                                                    |                                                                                    |                                                                                    |                                                                                    |                                                                                    |
| Набор инструкций                                         | IA-32, MMX, 3DNow!, Extended 3DNow!, SSE                                           | IA-32, MMX, 3DNow!, Extended 3DNow!, SSE                                           | IA-32, MMX, 3DNow!, Extended 3DNow!, SSE                                           | IA-32, MMX, 3DNow!, Extended 3DNow!, SSE                                           | IA-32, MMX, 3DNow!, Extended 3DNow!, SSE                                           | IA-32, MMX, 3DNow!, Extended 3DNow!, SSE                                           | IA-32, MMX, 3DNow!, Extended 3DNow!, SSE                                           |
| Разрядность регистров                                    | 32 бит (целочисленные), 80 бит (вещественночисленные), 64 бит (MMX)                | 32 бит (целочисленные), 80 бит (вещественночисленные), 64 бит (MMX)                | 32 бит (целочисленные), 80 бит (вещественночисленные), 64 бит (MMX)                | 32 бит (целочисленные), 80 бит (вещественночисленные), 64 бит (MMX)                | 32 бит (целочисленные), 80 бит (вещественночисленные), 64 бит (MMX)                | 32 бит (целочисленные), 80 бит (вещественночисленные), 64 бит (MMX)                | 32 бит (целочисленные), 80 бит (вещественночисленные), 64 бит (MMX)                |
| Глубина конвейера                                        | Целочисленный: 10 стадий, вещественночисленный: 15 стадий                          | Целочисленный: 10 стадий, вещественночисленный: 15 стадий                          | Целочисленный: 10 стадий, вещественночисленный: 15 стадий                          | Целочисленный: 10 стадий, вещественночисленный: 15 стадий                          | Целочисленный: 10 стадий, вещественночисленный: 15 стадий                          | Целочисленный: 10 стадий, вещественночисленный: 15 стадий                          | Целочисленный: 10 стадий, вещественночисленный: 15 стадий                          |
| Разрядность ША                                           | 43 бит                                                                             | 43 бит                                                                             | 43 бит                                                                             | 43 бит                                                                             | 43 бит                                                                             | 43 бит                                                                             | 43 бит                                                                             |
| Разрядность ШД                                           | 64 бит + 8 бит ECC                                                                 | 64 бит + 8 бит ECC                                                                 | 64 бит + 8 бит ECC                                                                 | 64 бит + 8 бит ECC                                                                 | 64 бит + 8 бит ECC                                                                 | 64 бит + 8 бит ECC                                                                 | 64 бит + 8 бит ECC                                                                 |
| Количество транзисторов, млн                             | 37,5                                                                               | 37,5                                                                               | 37,2                                                                               | 37,2                                                                               | 54,3                                                                               | 54,3                                                                               | 54,3                                                                               |
|                                                          |                                                                                    |                                                                                    |                                                                                    |                                                                                    |                                                                                    |                                                                                    |                                                                                    |
| Кеш L1                                                   |                                                                                    |                                                                                    |                                                                                    |                                                                                    |                                                                                    |                                                                                    |                                                                                    |
| Кэш данных                                               | 64 Кбайт, 2-канальный наборно-ассоциативный, длина строки — 64 байта, двухпортовый | 64 Кбайт, 2-канальный наборно-ассоциативный, длина строки — 64 байта, двухпортовый | 64 Кбайт, 2-канальный наборно-ассоциативный, длина строки — 64 байта, двухпортовый | 64 Кбайт, 2-канальный наборно-ассоциативный, длина строки — 64 байта, двухпортовый | 64 Кбайт, 2-канальный наборно-ассоциативный, длина строки — 64 байта, двухпортовый | 64 Кбайт, 2-канальный наборно-ассоциативный, длина строки — 64 байта, двухпортовый | 64 Кбайт, 2-канальный наборно-ассоциативный, длина строки — 64 байта, двухпортовый |
| Кэш инструкций                                           | 64 Кбайт, 2-канальный наборно-ассоциативный, длина строки — 64 байта               | 64 Кбайт, 2-канальный наборно-ассоциативный, длина строки — 64 байта               | 64 Кбайт, 2-канальный наборно-ассоциативный, длина строки — 64 байта               | 64 Кбайт, 2-канальный наборно-ассоциативный, длина строки — 64 байта               | 64 Кбайт, 2-канальный наборно-ассоциативный, длина строки — 64 байта               | 64 Кбайт, 2-канальный наборно-ассоциативный, длина строки — 64 байта               | 64 Кбайт, 2-канальный наборно-ассоциативный, длина строки — 64 байта               |
|                                                          |                                                                                    |                                                                                    |                                                                                    |                                                                                    |                                                                                    |                                                                                    |                                                                                    |
| Кеш L2                                                   |                                                                                    |                                                                                    |                                                                                    |                                                                                    |                                                                                    |                                                                                    |                                                                                    |
| Объём, Кбайт                                             | 256                                                                                | 256                                                                                | 256                                                                                | 256                                                                                | 512                                                                                | 512                                                                                | 256                                                                                |
| Частота                                                  | частота ядра                                                                       | частота ядра                                                                       | частота ядра                                                                       | частота ядра                                                                       | частота ядра                                                                       | частота ядра                                                                       | частота ядра                                                                       |
| Разрядность BSB                                          | 64 бит + 8 бит ECC                                                                 | 64 бит + 8 бит ECC                                                                 | 64 бит + 8 бит ECC                                                                 | 64 бит + 8 бит ECC                                                                 | 64 бит + 8 бит ECC                                                                 | 64 бит + 8 бит ECC                                                                 | 64 бит + 8 бит ECC                                                                 |
| Организация                                              | Объединённый, наборно-ассоциативный, эксклюзивный; длина строки — 64 байта         | Объединённый, наборно-ассоциативный, эксклюзивный; длина строки — 64 байта         | Объединённый, наборно-ассоциативный, эксклюзивный; длина строки — 64 байта         | Объединённый, наборно-ассоциативный, эксклюзивный; длина строки — 64 байта         | Объединённый, наборно-ассоциативный, эксклюзивный; длина строки — 64 байта         | Объединённый, наборно-ассоциативный, эксклюзивный; длина строки — 64 байта         | Объединённый, наборно-ассоциативный, эксклюзивный; длина строки — 64 байта         |
| Ассоциативность                                          | 16-канальный                                                                       | 16-канальный                                                                       | 16-канальный                                                                       | 16-канальный                                                                       | 16-канальный                                                                       | 16-канальный                                                                       | 16-канальный                                                                       |
|                                                          |                                                                                    |                                                                                    |                                                                                    |                                                                                    |                                                                                    |                                                                                    |                                                                                    |
| Интерфейс                                                |                                                                                    |                                                                                    |                                                                                    |                                                                                    |                                                                                    |                                                                                    |                                                                                    |
| Разъём                                                   | Socket A                                                                           | Socket A                                                                           | Socket A                                                                           | Socket A, Socket 563                                                               | Socket A                                                                           | Socket A, Socket 563                                                               | Socket A                                                                           |
| Корпус                                                   | FCPGA                                                                              | FCPGA                                                                              | FCPGA                                                                              | FCPGA, mPGA                                                                        | FCPGA                                                                              | FCPGA, mPGA                                                                        | FCPGA                                                                              |
| Шина                                                     | EV6 (DDR)                                                                          | EV6 (DDR)                                                                          | EV6 (DDR)                                                                          | EV6 (DDR)                                                                          | EV6 (DDR)                                                                          | EV6 (DDR)                                                                          | EV6 (DDR)                                                                          |
|                                                          |                                                                                    |                                                                                    |                                                                                    |                                                                                    |                                                                                    |                                                                                    |                                                                                    |
| Технологические, электрические и тепловые характеристики |                                                                                    |                                                                                    |                                                                                    |                                                                                    |                                                                                    |                                                                                    |                                                                                    |
| Технология производства                                  | 180 нм КМОП (медные соединения)                                                    | 180 нм КМОП (медные соединения)                                                    | 130 нм КМОП (медные соединения)                                                    | 130 нм КМОП (медные соединения)                                                    | 130 нм КМОП (медные соединения)                                                    | 130 нм КМОП (медные соединения)                                                    | 130 нм КМОП (медные соединения)                                                    |
| Площадь кристалла, мм²                                   | 129,26                                                                             | 129,26                                                                             | 80,89 (A0) 84,66 (B0)                                                              | 80,89 (A0) 84,66 (B0)                                                              | 100,99                                                                             | 100,99                                                                             | 100,99                                                                             |
| Напряжение ядра, В                                       | 1,75                                                                               | 1,2—1,6                                                                            | 1,5—1,65                                                                           | 1,1—1,65                                                                           | 1,6—1,65                                                                           | 1,3—1,65                                                                           | 1,5—1,65                                                                           |
| Напряжение кэша L2, В                                    | напряжение ядра                                                                    | напряжение ядра                                                                    | напряжение ядра                                                                    | напряжение ядра                                                                    | напряжение ядра                                                                    | напряжение ядра                                                                    | напряжение ядра                                                                    |
| Напряжение цепей ввода-вывода, В                         | 1,6                                                                                | 1,6                                                                                | 1,6                                                                                | 1,6                                                                                | 1,6                                                                                | 1,6                                                                                | 1,6                                                                                |
| Максимальное тепловыделение, Вт                          | 72                                                                                 | 25 35 (DTR)                                                                        | 68,3                                                                               | 35 (LV) 45 72 (DTR)                                                                | 79,2                                                                               | 35 (LV) 53 72 (DTR)                                                                | 68,3                                                                               |
| Энергосберегающие технологии                             | —                                                                                  | PowerNow!                                                                          | —                                                                                  | PowerNow!                                                                          | —                                                                                  | PowerNow!                                                                          | —                                                                                  |

## Наименование моделей
Маркировка процессоров Athlon XP и Athlon MP состоит из трёх строк. Первая строка является наименованием модели (Ordering Part Number, OPN), вторая содержит информацию о ревизии ядра процессора (степпинг-код, первые пять символов строки) и дате его выпуска (год и неделя, два двухзначных числа после степпинг-кода), третья — информацию о партии процессоров. У процессоров, маркировка которых располагается на наклейке, третья строка расположена напротив первой во второй колонке.
Расшифровка строки наименования модели процессоров Athlon XP/MP, мобильных процессоров Athlon 4 и Mobile Athlon XP с различными ядрами:
| Процессор                     | Ядро                           | Маркировка    | Расшифровка |
| ----------------------------- | ------------------------------ | ------------- | --- |
| Athlon XP                     | Palomino                       | AXzzzzDMT3C   | AXzzzzDMT3C |
| Athlon XP                     | Palomino                       | AX            | процессор Athlon XP |
| Athlon XP                     | Palomino                       | zzzz          | рейтинг |
| Athlon XP                     | Palomino                       | D             | тип корпуса (органический PGA) |
| Athlon XP                     | Palomino                       | M             | напряжение питания (1,75 В) |
| Athlon XP                     | Palomino                       | T             | максимальная температура корпуса (90 °C) |
| Athlon XP                     | Palomino                       | 3             | объём кэш-памяти второго уровня (256 Кбайт) |
| Athlon XP                     | Palomino                       | C             | частота системной шины (266 МГц) |
| Athlon XP                     | Thoroughbred                   | AXmmzzzzDxy3b | AXmmzzzzDxy3b |
| Athlon XP                     | Thoroughbred                   | AX            | процессор Athlon XP |
| Athlon XP                     | Thoroughbred                   | mm            | тип процессора (DA — настольный, LD — с пониженным энергопотреблением)                                                                                        |
| Athlon XP                     | Thoroughbred                   | zzzz          | рейтинг |
| Athlon XP                     | Thoroughbred                   | D             | тип корпуса (органический PGA) |
| Athlon XP                     | Thoroughbred                   | x             | напряжение питания (V — 1,4 В; Q — 1,45 В; L — 1,5 В; U — 1,6 В; K — 1,65 В; M — 1,75 В)                                                                      |
| Athlon XP                     | Thoroughbred                   | y             | максимальная температура корпуса (V — 85 °C, T — 90 °C) |
| Athlon XP                     | Thoroughbred                   | 3             | объём кэш-памяти второго уровня (256 Кбайт) |
| Athlon XP                     | Thoroughbred                   | b             | частота системной шины (C — 266 МГц, D — 333 МГц) |
| Athlon XP                     | Barton, Thorton                | AXmmzzzzDxycb | AXmmzzzzDxycb |
| Athlon XP                     | Barton, Thorton                | AX            | процессор Athlon XP |
| Athlon XP                     | Barton, Thorton                | mm            | тип процессора (DA — настольный Barton, DC — настольный Thorton, DL — Barton с пониженным энергопотреблением)                                                 |
| Athlon XP                     | Barton, Thorton                | zzzz          | рейтинг |
| Athlon XP                     | Barton, Thorton                | D             | тип корпуса (органический PGA) |
| Athlon XP                     | Barton, Thorton                | x             | напряжение питания (L — 1,5 В; U — 1,6 В; K — 1,65 В) |
| Athlon XP                     | Barton, Thorton                | y             | максимальная температура корпуса (V — 85 °C, T — 90 °C) |
| Athlon XP                     | Barton, Thorton                | c             | объём кэш-памяти второго уровня (3 — 256 Кбайт, 4 — 512 Kb)                                                                                                   |
| Athlon XP                     | Barton, Thorton                | b             | частота системной шины (C — 266 МГц, D — 333 МГц, E — 400 МГц)                                                                                                |
| Athlon MP                     | Palomino, Thoroughbred, Barton | AnnzzzzpxyrC  | AnnzzzzpxyrC |
| Athlon MP                     | Palomino, Thoroughbred, Barton | A             | процессор Athlon MP |
| Athlon MP                     | Palomino, Thoroughbred, Barton | nn            | тип процессора (HX, MP — Palomino; SN — Thoroughbred, Barton)                                                                                                 |
| Athlon MP                     | Palomino, Thoroughbred, Barton | zzzz          | рейтинг |
| Athlon MP                     | Palomino, Thoroughbred, Barton | p             | тип корпуса (A — керамический PGA, D — органический PGA) |
| Athlon MP                     | Palomino, Thoroughbred, Barton | x             | напряжение питания (U — 1,6 В; K — 1,65 В; M — 1,75 В) |
| Athlon MP                     | Palomino, Thoroughbred, Barton | y             | максимальная температура корпуса (90 °C) |
| Athlon MP                     | Palomino, Thoroughbred, Barton | r             | объём кэш-памяти второго уровня (3 — 256 Кбайт, 4 — 512 Кбайт)                                                                                                |
| Athlon MP                     | Palomino, Thoroughbred, Barton | C             | частота системной шины (266 МГц) |
| Mobile Athlon 4               | Corvette                       | AzzzzAxy3B    | AzzzzAxy3B |
| Mobile Athlon 4               | Corvette                       | A             | процессор Athlon 4 |
| Mobile Athlon 4               | Corvette                       | zzzz          | тактовая частота, МГц |
| Mobile Athlon 4               | Corvette                       | A             | тип корпуса (керамический PGA) |
| Mobile Athlon 4               | Corvette                       | x             | напряжение питания (J — 1,35 В; V — 1,4 В; Q — 1,45 В; L — 1,5 В; H — 1,55 В; U — 1,6 В)                                                                      |
| Mobile Athlon 4               | Corvette                       | y             | максимальная температура корпуса (T — 90 °C; S — 95 °C; Q — 100 °C)                                                                                           |
| Mobile Athlon 4               | Corvette                       | 3             | объём кэш-памяти второго уровня (256 Кбайт) |
| Mobile Athlon 4               | Corvette                       | B             | частота системной шины (200 МГц) |
| Mobile Athlon XP, Athlon XP‑M | Thoroughbred, Barton           | AXMhzzzzpxycb | AXMhzzzzpxycb |
| Mobile Athlon XP, Athlon XP‑M | Thoroughbred, Barton           | AXM           | процессор Mobile Athlon XP / Athlon XP-M |
| Mobile Athlon XP, Athlon XP‑M | Thoroughbred, Barton           | h             | TDP (L — 16 Вт, S — 25 Вт, T — 27 Вт, D — 35 Вт, H — 45 Вт, G — 47 Вт, J — 53 Вт, A — 72 Вт)                                                                  |
| Mobile Athlon XP, Athlon XP‑M | Thoroughbred, Barton           | zzzz          | рейтинг |
| Mobile Athlon XP, Athlon XP‑M | Thoroughbred, Barton           | p             | тип корпуса (F — органический PGA, G — mPGA) |
| Mobile Athlon XP, Athlon XP‑M | Thoroughbred, Barton           | x             | напряжение питания (Y — 1,1 В; C — 1,15 В; T — 1,2 В; X — 1,25 В; W — 1,3 В; J — 1,35 В; V — 1,4 В; Q — 1,45 В; L — 1,5 В; H — 1,55 В; U — 1,6 В; K — 1,65 В) |
| Mobile Athlon XP, Athlon XP‑M | Thoroughbred, Barton           | y             | максимальная температура корпуса (T — 90 °C, S — 95 °C, Q — 100 °C)                                                                                           |
| Mobile Athlon XP, Athlon XP‑M | Thoroughbred, Barton           | c             | объём кэш-памяти второго уровня (3 — 256 Кбайт, 4 — 512 Кбайт)                                                                                                |
| Mobile Athlon XP, Athlon XP‑M | Thoroughbred, Barton           | b             | частота системной шины (B — 200 МГц, C — 266 МГц, D — 333 МГц)                                                                                                |

## Список моделей
К процессорам семейства относятся различные варианты Athlon XP, мобильные процессоры Athlon 4 и серверные Athlon MP. В основной статье приведён список моделей процессоров Athlon XP, Athlon MP, Mobile Athlon 4, Mobile Athlon XP и Athlon XP-M. Процессоры в таблицах отсортированы по номеру модели, по ядру и по тактовой частоте.

## Ревизии ядер процессоров
Palomino
| Ревизия | CPU Id | Степпинг-коды                                                                      |
| ------- | ------ | ---------------------------------------------------------------------------------- |
| A0      | 0x660h | AGBCA, AGDCA, AGKDA, AGKFA, AGKGA, AGNGA, AGOGA, AGOIA, AGTIA, AQDCA, ARKGA, AROIA |
| A2      | 0x661h | AGBCA, AGDCA, AGKDA, AGKFA, AGKGA, AGNGA, AGOGA, AGOIA, AGTIA, AQDCA, ARKGA, AROIA |
| A5      | 0x662h | AGBCA, AGDCA, AGKDA, AGKFA, AGKGA, AGNGA, AGOGA, AGOIA, AGTIA, AQDCA, ARKGA, AROIA |

Thoroughbred
| Ревизия | CPU Id | Степпинг-коды |
| ------- | ------ | --- |
| A0      | 0x680h | AIPAA, AIPCA, AIPDA, AIRCA, AIRDA, AIRGA, AIUGA, ATRCA, RIRGA, RIUGA                                                                              |
| B0      | 0x681h | ACXJB, AIUAB, AIUCB, AIUGB, AIUHB, AIUHB, AIXHB, AIXIB, AIXJB, AIXJB, JIUCB, JIUGB, JIUHB, JIXHB, JIXIB, KIUHB, KIXHB, KIXIB, KIXJB, LIUCB, NIUHB |

Barton, Thorton
| Ревизия | CPU Id | Степпинг-коды |
| ------- | ------ | --- |
| A2      | 0x6A0h | ADYHA, AIUAA, AQUCA, AQUDA, AQXCA, AQXDA, AQXEA, AQXFA, AQYFA, AQYHA, AQZEA, AQZFA, CQYHA, IQXEA, IQYFA, IQYHA, KQYHA, KQZFA, PQZFA |

## Изменение параметров процессора
Такие параметры процессоров Athlon XP/MP, как тактовая частота, напряжение питания, объём включённой кэш-памяти второго уровня, поддержка многопроцессорности, тип процессора (мобильный/настольный) и частота системной шины задаются с помощью нескольких групп контактов, расположенных на подложке процессора. Контакты могут быть либо замкнуты, либо пережжены лазером в процессе производства процессора.
Расположение контактов на подложке позволяет пользователю изменять параметры процессора без использования специального оборудования, соединяя разорванные контакты, либо перерезая замкнутые, в том случае, если упаковка процессора позволяет производить такие манипуляции.
Ниже приведён список групп контактов и их функциональность для процессоров Athlon XP/MP на различных ядрах и процессора Athlon 4.
Palomino, Corvette
- L1 — линии, ответственные за изменение коэффициента умножения.
- L3, L4, L10 — коэффициент умножения настольных процессоров.
- L5 — работа в многопроцессорных системах, выбор типа процессора (мобильный/настольный).
- L6 — максимальный коэффициент умножения мобильных процессоров.
- L11 — напряжение питания.

Thoroughbred, Barton и Thorton
- L1 — линии, ответственные за изменение коэффициента умножения.
- L2, L9 — объём включённой кэш-памяти второго уровня.
- L3 — коэффициент умножения.
- L5 — работа в многопроцессорных системах, выбор типа процессора (мобильный/настольный).
- L6 — коэффициент умножения мобильных процессоров.
- L11 — напряжение питания.
- L12 — частота системной шины.

Также возможно изменение коэффициента умножения путём замыкания контактов разъёма Socket A. Данный способ работает в том случае, если изменение коэффициента умножения не заблокировано. Существует также специальное устройство, устанавливающееся между процессором и гнездовым разъёмом и позволяющее изменять коэффициент умножения процессоров Athlon XP со свободным множителем.
В поздних процессорах на ядрах Thoroughbred, Barton и Thorton, выпущенных после 39 недели 2003 года (а также в некоторых процессорах, выпущенных после 34 недели), коэффициент умножения жёстко зафиксирован и не может быть разблокирован обычным способом с помощью контактов группы L1. Однако существует возможность изменения типа процессора на «мобильный» с возможностью изменения коэффициента умножения. Данный способ работает только на системных платах с чипсетом, поддерживающим изменение множителя во время работы.
Дата выпуска процессора определяется по второй строке маркировки: четырёхзначное число после буквенного кода содержит информацию о годе и неделе выпуска. Так, например, процессор с маркировкой «MIRGA0337VPMW» выпущен на 37 неделе 2003 года.

## Исправленные ошибки
Процессор представляет собой сложное микроэлектронное устройство, что не позволяет исключить возможность его некорректной работы. Ошибки появляются на этапе проектирования и могут быть исправлены обновлениями микрокода процессора (заменой BIOS системной платы на более новую версию), либо выпуском новой ревизии ядра процессора.
В процессорах Athlon XP на ядре Palomino и Athlon 4 обнаружено 10 различных ошибок, 2 из которых исправлены в ревизии A5:
- Ошибка при очистке страницы TLB (4 Мб) с помощью инструкции INVLPG.
- Ошибка при изменении частоты в мобильных процессорах.

Процессоры Athlon XP/MP на ядре Thoroughbred содержали 8 незначительных ошибок, которые либо не возникали в условиях реальной работы, либо не влияли на её стабильность, либо исправлялись программно, либо обходились чипсетом. При переходе на ядро Barton были исправлены 2 ошибки:
- Ошибка, возникающая при чтении счётчиков производительности при вводе некорректного номера счётчика.
- Ошибка при вызове SMI в режиме отладки (debug mode).